# 德倍礼

德倍礼（Debrett's），建立于1769年，是大众了解英国贵族文化及社交礼仪的可借鉴来源。德倍礼因记录英国贵族爵位及轶事而诞生，其创始人John Debrett所编撰的《德倍礼贵族与從男爵》（Debrett's Peerage & Baronetage）为英国首本贵族年鉴。
德倍礼活跃于英国阶层的社交生活中，并给予英国阶层的社交生活独道之点评和中肯的指导，这种风俗延续至今。
德倍礼所编的《当代人物》由专设委员会评选，邀请英国当代杰出的的人物加入其中。与其他同类指南不同，《当代人物》的入选者列席并不能永久保留。
此外，德倍礼每年亦会评选出英国最有影响的500名人士，作为“德倍礼500杰”（Debrett’s 500）成员。在“德倍礼500杰”发布之际，德倍礼亦启动德倍礼基金会，以支持及激励下一代领袖，培养各行各业的明日之星。